# NGC 5372
NGC 5372 (również PGC 49451 lub UGC 8843) – galaktyka spiralna (S?), znajdująca się w gwiazdozbiorze Wielkiej Niedźwiedzicy. Odkrył ją William Herschel 24 kwietnia 1789 roku.